# هاتون چاکو
هاتون چاکو (به اسپانیایی: Hatun Ch'aqu) یک کوه در پرو است که در پرو واقع شده‌است. هاتون چاکو ۵٬۰۰۰ متر بالاتر از سطح دریا واقع شده‌است.